# Le Régime
Le Régime (The Regime) est une mini-série américaine en six épisodes d'environ 50 minutes créée par Will Tracy et diffusée du 3 mars au 7 avril 2024 sur HBO,.
En France, elle est disponible sur HBO Max. Elle reste inédite dans les autres pays francophones.

## Synopsis
La série dépeint une année au sein du palais d'un régime autoritaire en ruine. Après n'avoir pas quitté le palais pendant un certain temps, la chancelière Elena Vernham devient de plus en plus paranoïaque et instable et se tourne vers un soldat instable, Herbert Zubak, comme confident improbable. Alors que l'influence de Zubak sur le chancelier grandit, les tentatives d'Elena pour étendre son pouvoir finissent par entraîner la fracture du palais et du pays autour d'elle.

## Distribution

### Principaux
- Kate Winslet (VF : Rafaèle Moutier) : Elena Vernham, la chancelière.
- Matthias Schoenaerts (VF : Jérémie Covillault) : le caporal Herbert Zubak
- Guillaume Gallienne (VF : lui-même) : Nicholas Vernham, le mari de la chancelière.
- Andrea Riseborough (VF : Laëtitia Lefebvre) : Agnes, la directrice du palais, bras droit de la chancelière.
- Danny Webb (VF : Christian Gonon) : M. Laskin, chef de la sécurité nationale.
- David Bamber (VF : Michel Dodane) : M. Schiff, un ministre.
- Henry Goodman (VF : Michel Papineschi) : M. Singer, un ministre.
- Rory Keenan (VF : Damien Boisseau) : Peter
- Stanley Townsend (en) (VF : Serge Biavan) : Emil Bartos, un homme d'affaires propriétaire de mines de cobalt.

### Invités
- Martha Plimpton (VF : Marjorie Frantz) : Judith Holt, la secrétaire d'État des États-Unis.
- Hugh Grant (VF : Pierre-François Pistorio) : Edward Keplinger, l'ex-chancelier.
- Pippa Haywood (VF : Véronique Augereau) : Susan Goin, ministre des Finances.
- Jessica Frances Dukes (en) (VF : Amélia Ewu) : Deborah Kaiser
- Karl Markovics (VF : Nicolas Marié) : Tomas
- Julia Davis (VF : Françoise Cadol) : Marina
- Louie Mynett (VF : Emmylou Homs) : Oskar, le fils épileptique d'Agnes.

 Source et légende : version française (VF) sur RS Doublage et cartons du doublage français.

## Épisodes
1. Le Jour de la Victoire (Victory Day)
2. Le quatrième frère (The Founding)
3. Le Banquet des héros (The Heroes' Banquet)
4. Festin de minuit (Midnight Feast)
5. Vous, mes fidèles (All Ye Faithful)
6. Ne vous réjouissez point (Don't Yet Rejoice)

## Accueil critique
Sur le site agrégateur de critiques Rotten Tomatoes, la mini-série obtient un score de 55 % d’avis positifs sur la base de 76 critiques collectées. Le consensus du site indique « Kate Winslet règne en maître absolu, avec une imposante nouvelle interprétation, même si le ton scandaleusement satirique de Le Régime est bancal. ». Sur le site Metacritic le film obtient une note moyenne pondérée de 56 sur 100, sur la base de 39 critiques collectées, indiquant des avis « mitigés ou moyens ».